# Campanula atlantis
Campanula atlantis är en klockväxtart som beskrevs av Gattef. Maire och Marc Weiller. Campanula atlantis ingår i släktet blåklockor, och familjen klockväxter.
Artens utbredningsområde är Marocko. Inga underarter finns listade i Catalogue of Life.